# Rovriddaren
Rovriddaren är en amerikansk film från 1948 i regi av Edgar G. Ulmer.

## Handling
Multimiljonären Horace Woodruff Vendig håller en stor middagsbjudning där han meddelar att han snart skall göra en mycket stor donation. Hans barndomsvän och forne kollega Vic är där, och tänker tillbaka på hur allt började och de människor Horace trampat på och krossat i sin jakt på pengar.

## Rollista
- Zachary Scott - Horace Woodruff Vendig
- Louis Hayward - Vic Lambdin
- Diana Lynn - Martha Burnside / Mallory Flagg
- Sydney Greenstreet - Buck Mansfield
- Lucille Bremer - Christa Mansfield
- Martha Vickers - Susan Duane
- Dennis Hoey - Burnside
- Edith Barrett - Mrs Burnside
- Raymond Burr - Pete Vendig
- Joyce Arling - Kate Vendig
- Charles Evans - Bruce McDonald